# Сенуси
Сенуси или Сануси су муслимански политичко-религиозни ред у Либији и Судану основан у Меки 1837. године од стране Великог Сенисија, Сајид Мухамед ибн Али ас-Сенуси. Сенуси је био забринут за ислам, духовност и слабљење муслиманског политичког интегритета. Био је под утицајем Салафи покрета, коме је додао технике различитих Суфи редова. Од 1902. до 1913. године Сенуси се борио против Француске ексанзије у Сахари и италијанског колонијализма Либије које је започело 1911. године. Унук Великог Сенусија био је краљ Идрис I Либије у 1951. У 1969, краљ Идрис I је свргнут са власти од стране војне коју је водио пуковник Моамер ел Гадафи. Трећина становништва Либије наставило је да буде повезано са Сенуси покретом.